# Данашевский, Анатолий Владимирович
Анато́лий Влади́мирович Данаше́вский (1877, Харьков — май 1935) — участник революционного движения в России, организатор советского кинопроизводства, член Кинокомитета при СНК СССР (1929—1930).

## Биография
Родился в Харькове в еврейской семье. По происхождению из мещан, в 1899 году принял крещение, образование — незаконченное высшее. С 1902 по 1924 год состоял членом Российской социал-демократической партии (меньшевиков), принимал участие в революционном движении железнодорожников Харьковского узла. В 1911 году служил делопроизводителем земельного отдела Херсонской городской управы. В 1913 году после предупреждения о предстоящем аресте, полученном от жандармского офицера, эмигрировал в США, куда за ним последовала его семья. Работал в Голливуде, у Дэвида Гриффита, специалист по кинотехнике. В 1924 году вернулся в СССР и продолжил работу в кинематографе.
В 1924—1925 годах — заместитель технического директора, директор производственной части Центрального государственного фотокинопредприятия «Госкино». Входил в состав правления и рабочей тройки «Госкино». Участвовал в работе Кинокомиссии Государственной академии художественных наук (ГАХН) и Ассоциации революционной кинематографии (АРК).
В 1926 году — заместитель директора Московской объединённой фабрики «Госкино». Оказывал поддержку молодым и начинающим режиссёрам — с его подачи первую самостоятельную работу снял Сергей Юткевич, впоследствии назвав его «крёстным отцом».
Вернувшись после революции на родину, этот седовласый энтузиаст принялся строить советскую кинематографию. Я застал его на посту заведующего производством Первой фабрики Госкино, и, когда я прошёл искус двух картин, он был первым человеком, предложившим выдвинуть меня на самостоятельную работу. Данашевский пошёл на смелый шаг: он поручил мне постановку фильма. Так я снял в 1927 году свой первый фильм «Кружева» — из жизни комсомола.
Осенью 1926 года был арестован по делу шестнадцати руководящих работников «Госкино» и «Пролеткино» (Я. М. Блиоха, М. Я. Капчинского, А. А. Ханжонкова и других), обвинённых в бесхозяйственности и злоупотреблении служебным положением. Решением Московского губернского суда от 22 апреля 1927 года Данашевскому было объявлено общественное порицание с опубликованием в печати.
В 1927—1931 годах  — заведующий производством, заместитель директора Московской кинофабрики «Совкино» (с 1930 года — «Союзкино»).
Член Кинокомитета при СНК СССР (1929—1930).

…человек, который затмевает всех остальных в Совкино, где работает Эйзенштейн, — Анатоль В. Данашев. В течение десяти лет он работал с Д. У. Гриффитом, и сейчас возглавляет производство четырёх студий Совкино. Благодаря Данашеву Эйзенштейну удалось претворить в жизнь многие из его новых идей. Данашев — незаметный и неутомимый труженик, который создал подлинно революционный фундамент строящегося русского кинематографа. Когда будет написана история Совкино, имя Данашева возглавит список.
— Из публикаций американской прессы 1920-х годов — Люсита Сквайер, «Эйзенштейн едет в Америку»
Руководил строительством кинофабрики «Совкино» на Потылихе (в будущем — киностудии «Мосфильм»). В 1928 году вместе с директором Ленинградской кинофабрики «Совкино» Натаном Гринфельдом был командирован за границу с целью изучения зарубежного опыта, сбора информации, необходимой для подготовки экспертного заключения по проекту строительства новой кинофабрики «Совкино» в Москве. Однако для посещения США им было отказано в визах. Пресса активно освещала ход строительства, называя строящуюся кинофабрику «Советским Голливудом» или «Голливудом на Потылихе». Однако из-за просчётов при проектировании павильоны студии были рассчитаны лишь на одновременную съёмку десяти немых фильмов, вследствие отсутствия должной звукоизоляции одновременная съёмка нескольких звуковых фильмов была невозможна. Просчёт проектировщиков был воспринят как акт преднамеренного вредительства руководства студии.
В 1931 году Данашевский был арестован по делу контрреволюционной вредительской группы в кинопромышленности, постановлением Коллегии ОГПУ от 5 июня 1931 года приговорён к расстрелу, который был заменён заключением в ИТЛ сроком на 10 лет. В ходе расследования вины своей не признал. В октябре 1931 года американский писатель Эптон Синклер обратился с письмом к И. В. Сталину, в котором высказал убеждение, что обвинение Данашевского во вредительстве является жестокой ошибкой, и попросил его лично заинтересоваться этим делом. 28 января 1932 года решением Политбюро ЦК ВКП(б) по докладу И. В. Сталина было признано возможным «предложить ОГПУ досрочно освободить Данашевского и выслать из пределов СССР». 25 февраля 1932 года Политбюро изменило своё предыдущее решение и постановило оставить Данашевского в СССР для работы в «Союзкино». Проходившие по делу архитектор «Союзкино» Е. Ю. Брокман и журналист-кинорежиссёр А. С. Ардатов в июне 1931 года были расстреляны.
С 1932 года занимал пост заведующего производственно-техническим отделом, технического директора кинофабрики «Советская Белорусь» в Ленинграде треста «Белгоскино».
Скончался в мае 1935 года после тяжёлой продолжительной болезни.

### Семья
- сын — Владимир Данашевский (1900—1976), по возвращении в СССР из эмиграции — кинооператор;
- сын — Фред Данашев (Всеволод Анатольевич Данашевский) (1902—1956), оставшись в США, работал кинотехником в Голливуде, возглавлял работу по проявке мексиканского материала Эйзенштейна[1][42][43].